# Åsa-Mia Fellinger
Åsa-Mia Fellinger, född 5 februari 1963 är konsult, författare och journalist. Hon har skrivit fyra fackböcker om ledarskap och intervjuteknik.